# Franz Ferdinand von Rummel

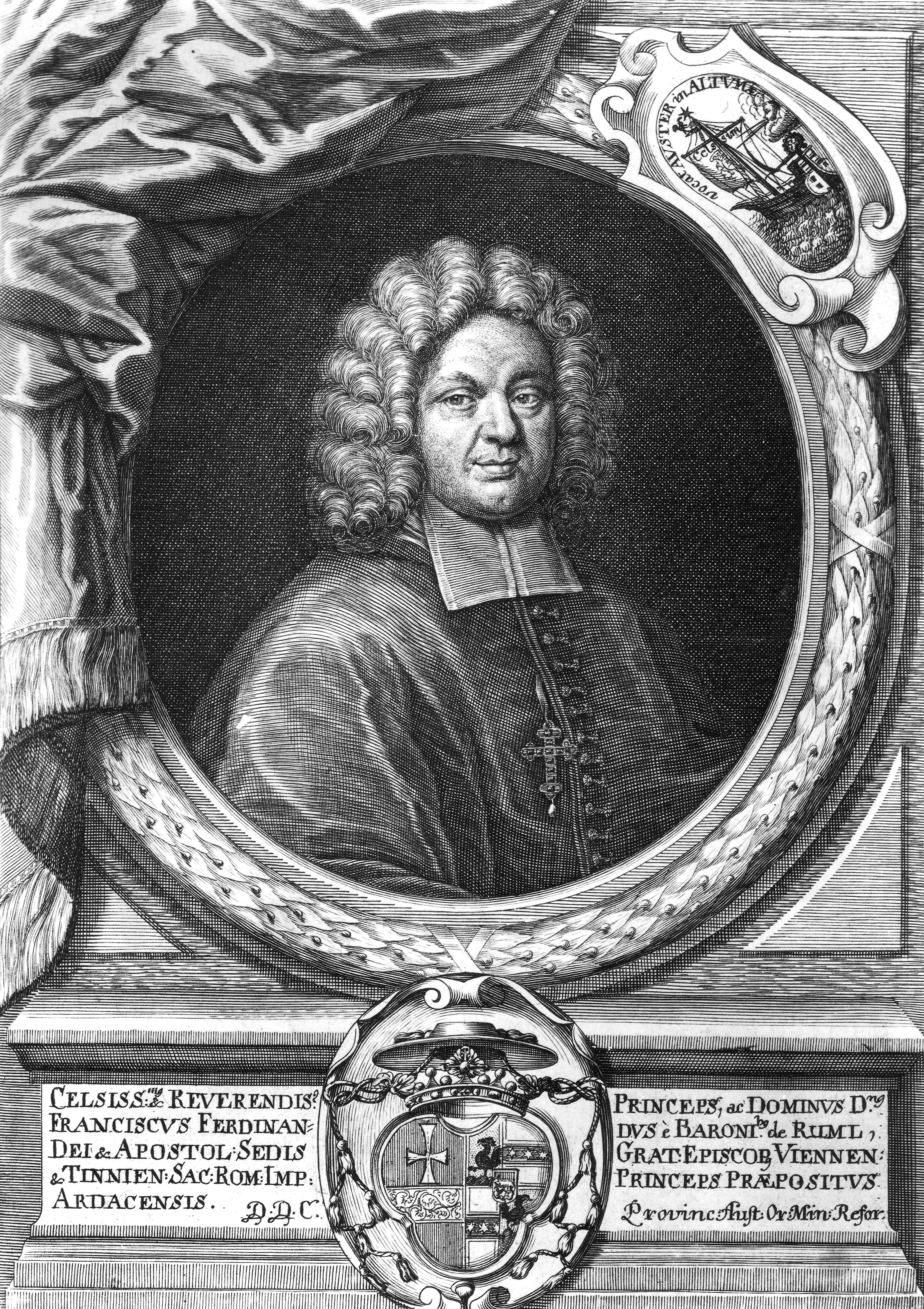
Zeitgenössischer Stich mit dem Porträt Franz Ferdinand von Rummels.

Franz Ferdinand Freiherr von Rummel (* 28. Oktober 1644 in Weiden in der Oberpfalz; † 15. März 1716 in Wien) war ab 1684 Erzieher und Religionslehrer des römisch-deutschen Kaisers Joseph I., wurde  Bischof von Tinna sowie Propst von Ardagger und Breslau und war von 1706 bis 1716 Fürstbischof der Diözese Wien.

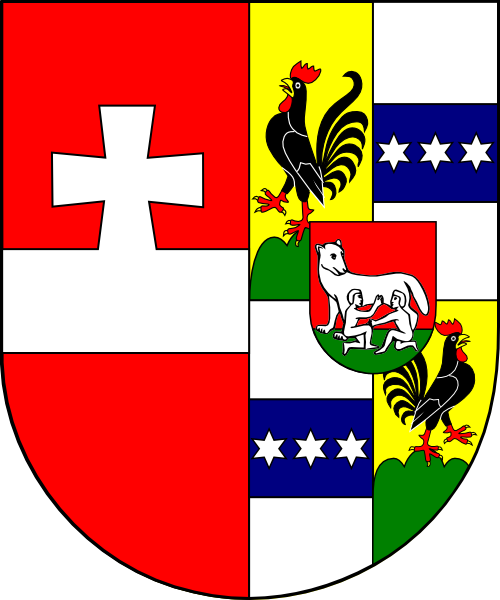
Wappen als Bischof von Wien

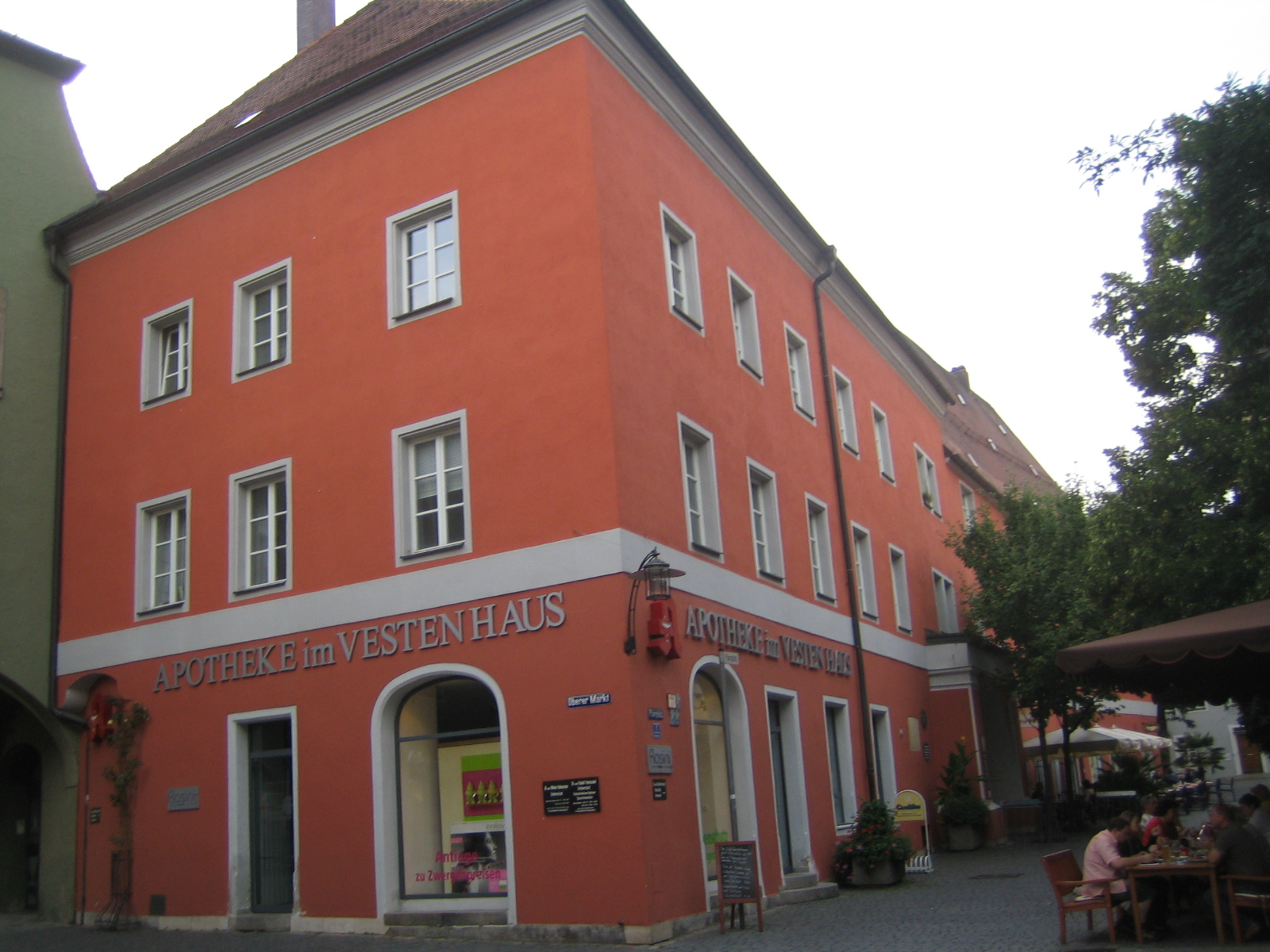
Geburtshaus von Franz Ferdinand in Weiden

## Leben
Franz Ferdinand von Rummel aus einem alten Nürnberger Patriziergeschlecht studierte Rechtswissenschaften, Philosophie und Katholische Theologie in Ingolstadt und wollte in den Kapuzinerorden eintreten.
Marco d’Aviano prophezeite ihm seinen Erfolg als Weltpriester und empfahl ihn nach Rummels Priesterweihe als Erzieher und Religionslehrer des römisch-deutschen Kaisers Joseph I. Hinzu kam, dass die Gattin des Kaisers Leopold I., Eleonore Magdalene von Pfalz-Neuburg, sich für ihn einsetzte, da bereits dessen Großvater Johann Rummel dem Hause Pfalz-Neuburg als Kammerrat gedient habe.
Ab 1684 übte er diese Tätigkeit aus, wurde aber bald angefeindet und verleumdet.
Durch Vermittlung des Kaisers Leopold wurde er Bischof von Tinna sowie Propst von Ardagger und Breslau.
Am 11. Juli 1706 wurde er von Joseph I. zum Fürstbischof der Diözese Wien ernannt, die päpstliche Bestätigung erfolgte am 4. Oktober.
Er war um die Seelsorge bemüht und konnte einen Anstieg der Priesterweihen erreichen. Im Jahr 1708 gab es 111 Priesterweihen in der kleinen Wiener Diözese. Er führte das Rosenkranzfest ein und ließ 1711 aus den Kanonenkugeln der zweiten Türkenbelagerung die Pummerin gießen. Er vermittelte auch zwischen Kaiser und dem Papst Klemens XI. als 1708 österreichische Truppen im Spanischen Erbfolgekrieg Gebiete des Kirchenstaates besetzt hatten.
Gegen Ende seines Lebens war er schwer erkrankt und konnte nur mehr im Sitzen schlafen. Als 72-Jähriger ist er 1716 verstorben und wurde in der Bischofsgruft des Wiener Stephansdoms begraben.